# Znojmói rotunda
A Szent Katalin-rotunda (csehül: rotunda svaté Kateřiny, ismert még mint znojmói rotunda), egy román stílusú rotunda, ami a morvaországi Znojmo városában, Csehországban található. A város egyik legrégebbi épületeként cseh nemzeti kultúrális helyszín. Vallási jelentősége mellett itt található a Přemysl-dinasztia uralkodóinak freskókompozíciója.
A 11. században épült várkápolna eredetileg Szűz Máriának szentelték, majd II. Konrád znojmói fejedelem a kegyhelyt már Alexandriai Szent Katalinnak ajánlotta. A falfestmények is a fejedelemhez és feleségéhez, Máriához (I. Uroš szerb nagyzsupán leánya) köthetők, mivel az ő 1134-ben kötött esküvőjük alkalmából készültek. A történészek között vita van arról, hogy a freskók pontosan mely cseh uralkodókat ábrázolják, egyetértés csak Konrád és Mária, valamint II. Vratiszláv cseh király esetében van.

## Galéria

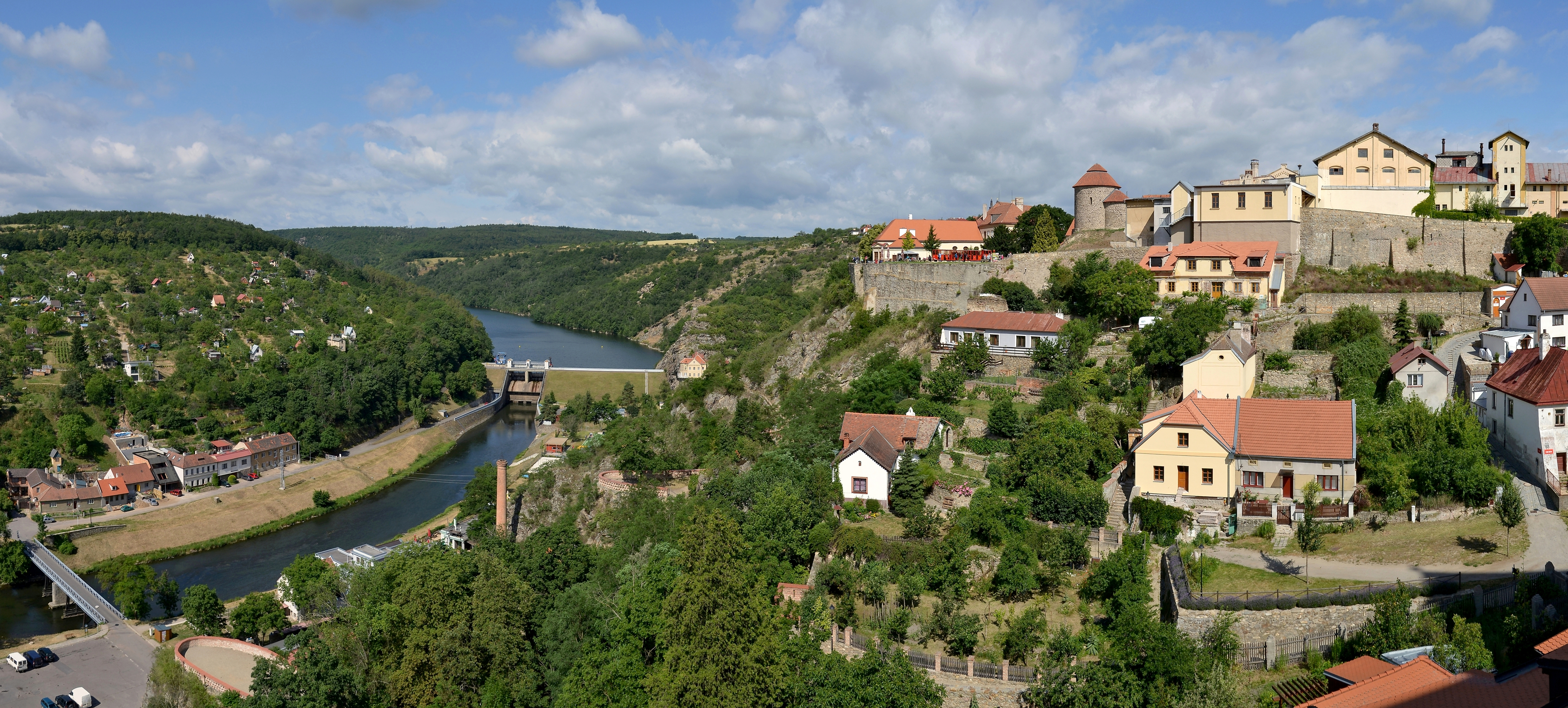
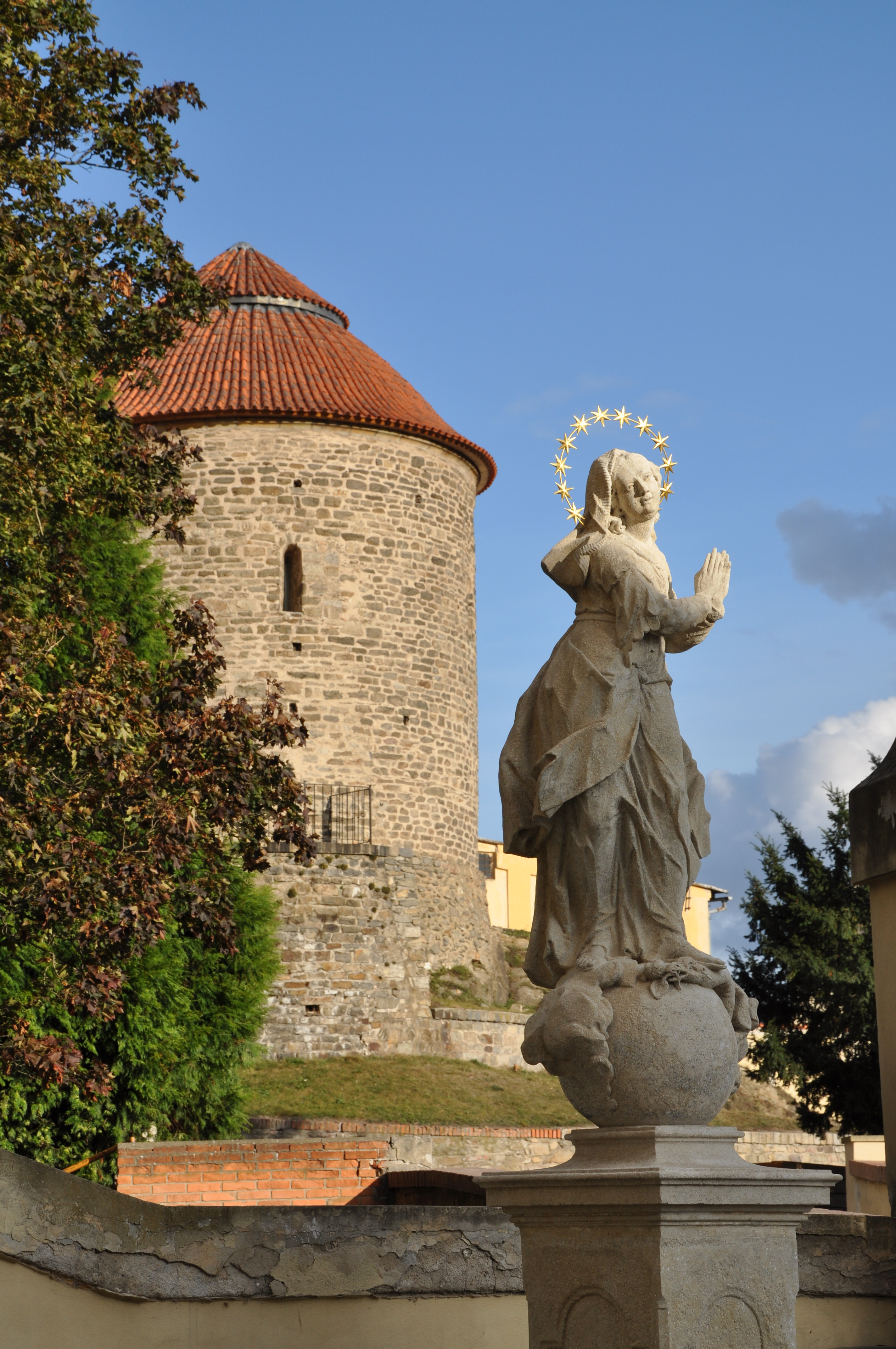
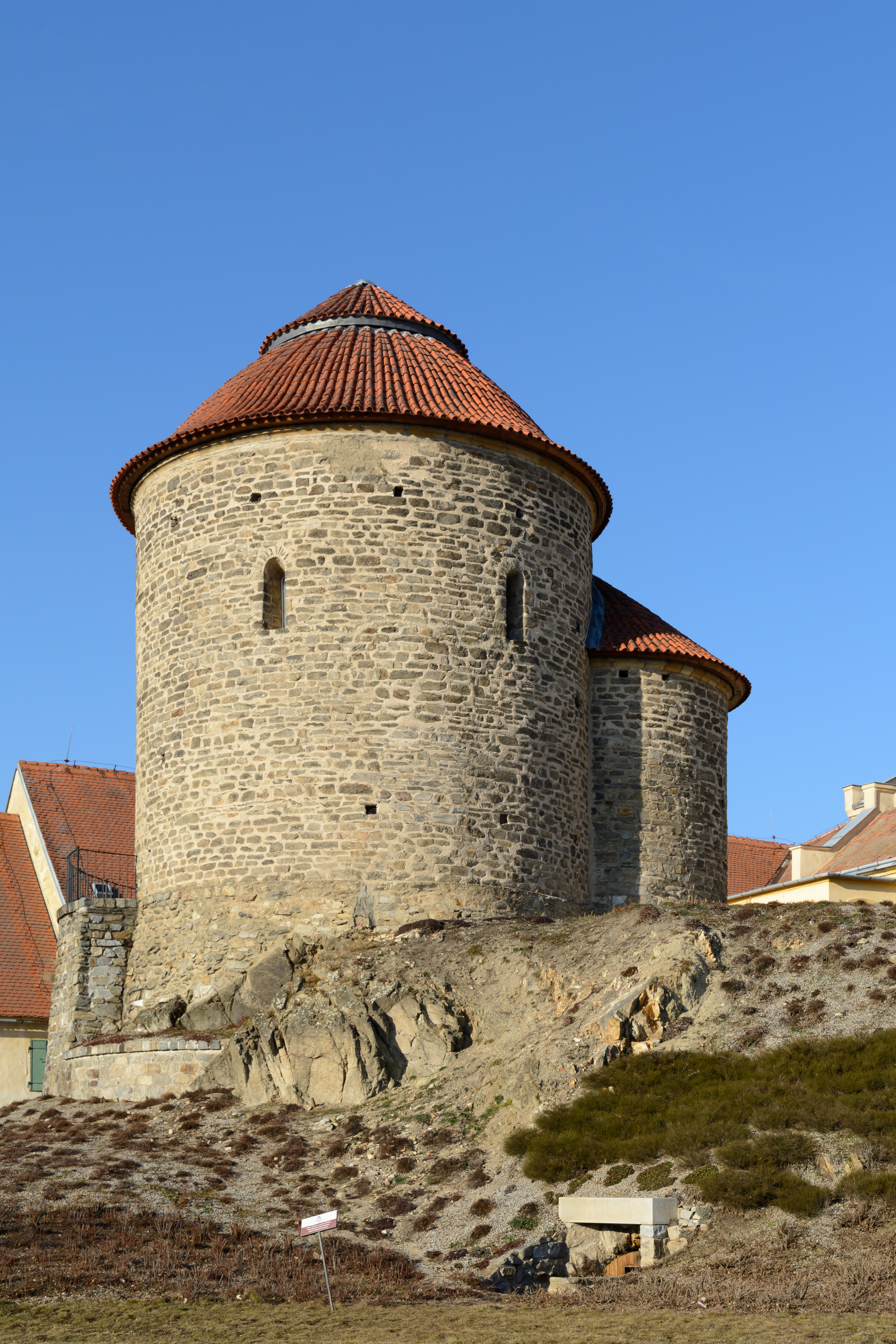
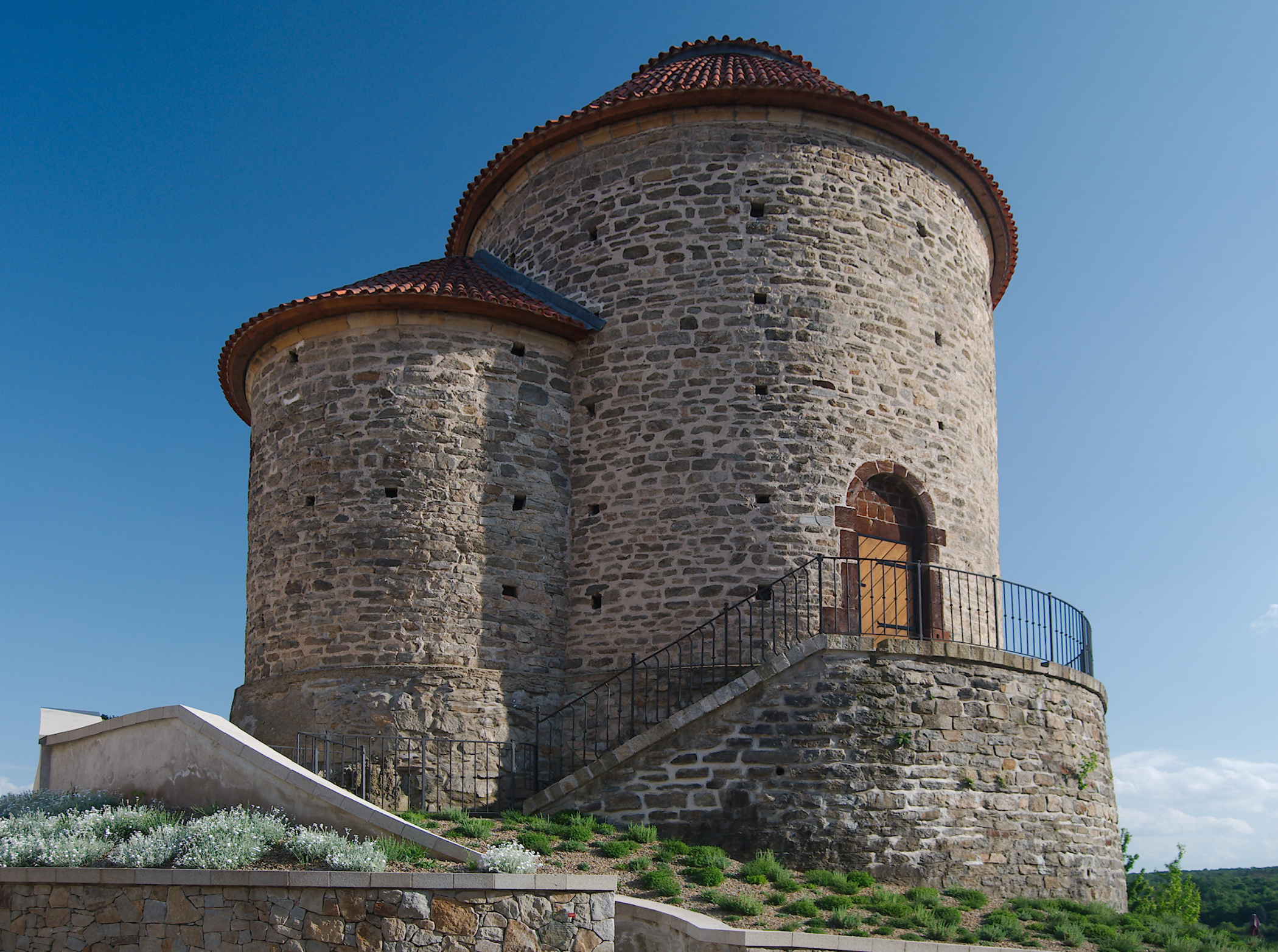
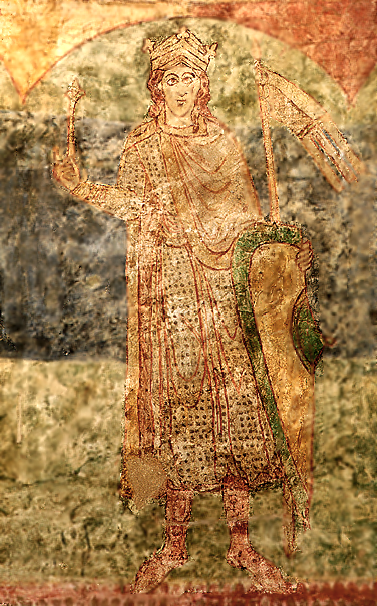
II. Vratiszláv cseh király freskója